# Illiesoperla australis
Illiesoperla australis is een steenvlieg uit de familie Gripopterygidae. De wetenschappelijke naam van de soort is voor het eerst geldig gepubliceerd in 1924 door Tillyard.